# Kericho (distrikt)
Kericho är ett av Kenyas 71 administrativa distrikt, och ligger i provinsen Rift Valley. År 1999 hade distriktet 468 493 invånare. Huvudorten är Kericho.